# Batalla de Tarutino
La batalla de Tarutino (en ruso: Тарутинo) fue una de las batallas de la Campaña Rusa de Napoleón. La batalla a veces ha sido llamada como la Batalla de Vinkovo o la Batalla de Chernishnya después del río local. Muchos historiadores afirman que este último nombre es más apropiado porque el pueblo de Tarutino estaba a 8 km de los eventos descritos. En la batalla, las tropas rusas bajo el mando de Bennigsen derrotaron a las tropas francesas bajo el mando de Joaquín Murat. 

## Eventos anteriores
Después de la batalla de Borodinó, Kutuzov se dio cuenta de que el ejército ruso no sobreviviría a un gran enfrentamiento más y ordenó al ejército abandonar Moscú y retirarse. Al principio, se retiró en dirección sureste a lo largo de la carretera de Ryazan. Cuando el ejército llegó al río Moskva, lo cruzó y giró hacia el oeste hasta la antigua carretera de  Kaluga. El ejército acampó en un pueblo de Tarutino cerca de Kaluga. Al mismo tiempo, pequeñas unidades de cosacos continuaron moviéndose por la carretera de Ryazan engañando a las tropas francesas bajo el mando de Murat. Cuando descubrió su error, no se retiró, sino que acampó no muy lejos de Tarutino para vigilar el campamento ruso.

## La batalla
El 18 de octubre de 1812, Kutuzov ordenó a Bennigsen y a Miloradovich que atacaran el cuerpo de Murat (26 000 hombres) con dos columnas cruzando sigilosamente el bosque en plena noche. La columna principal de Bennigsen incluía tres columnas lideradas por Vasily Orlov-Denisov, Karl Gustav von Baggehufwudt y Alexander Osterman-Tolstoy, respectivamente. La otra columna se supone que desempeña un papel auxiliar. En la oscuridad, la mayoría de las tropas se perdieron. Por la mañana, solo las tropas cosacas bajo el mando del general Vasily Orlov-Denisov llegaron al destino original, atacaron repentinamente a las tropas francesas y capturaron el campamento francés con transportes y cañones. Como otras unidades rusas llegaron tarde, los franceses pudieron recuperarse. De esa manera, cuando los rusos emergieron del bosque, ellos fueron atacados por los franceses y sufrieron bajas (entre otros, el comandante del 2º Cuerpo, el general Baggehufwudt fue asesinado). Aun así Murat se vio obligado a retirarse para escapar de ser rodeado.

## Consecuencias
Las fuerzas francesas sufrieron 2.500 muertos y 1.500 prisioneros, los rusos perdieron 1.200 hombres en muertos. La derrota enfureció a Napoleón, quien sintió que la retirada después de la pérdida le parecería al mundo como si hubiera sido derrotado. Como resultado, movió al ejército hacia el sur en un intento final de enfrentarse y vencer al ejército principal ruso, pero el enfrentamiento en la Batalla de Maloyaroslavets terminó con la retirada de los rusos, y las fuerzas bajo su mando ya no tuvieron los caballos para adelantarse a Kutuzov y forzar el problema. 
El número total de cañones capturados por los rusos en Tarutino (38 piezas en total) fue notable porque hasta este punto de la guerra, ninguna de las partes había perdido tantas armas en un solo encuentro. Esto fue considerado por el ranking ruso como una señal de que la marea de la guerra finalmente estaba cambiando en su favor. 

## En cultura popular
La batalla de Tarutino está representada en la Guerra y paz de León Tolstoi. Tolstoy, que con frecuencia argumentó a lo largo de la novela que un individuo no puede cambiar la historia o gestionar los procesos históricos, describió la batalla como una cadena de accidentes y coincidencias. 